# Parvati Corona
Parvati Corona est une corona, formation géologique en forme de couronne, située sur la planète Vénus par -36° S et 276,7° E. Elle est localisée dans le quadrangle de Themis Regio. Elle a été nommée en référence à Parvati, déesse de la terre et de la nature hindoue, créatrice de vie, être primordial.

## Géographie et géologie
Parvati Corona couvre une surface circulaire d'environ 173 km de diamètre. 